# Divisione No. 1 (Terranova e Labrador)
La Divisione No. 1 è una divisione censuaria di Terranova e Labrador, Canada di 248 418 abitanti, che comprende tutta la Penisola di Avalon e l'Istmo di Avalon. Al suo interno si trova la capitale provinciale St. John's e la città di Mount Pearl.

## Comunità
- Paesi

Admirals Beach, Aquaforte, Arnold's Cove, Avondale, Bauline, Bay Bulls, Bay Roberts, Bay de Verde, Bay Roberts, Biscay Bay, Bishop's Cove, Branch, Brigus, Bryant's Cove, Cape Broyle, Carbonear, Chance Cove, Chapel Arm, Clarke's Beach, Colinet, Colliers, Come By Chance, Conception Bay South, Conception Harbour, Cupids, Fermeuse, Ferryland, Flatrock, Fox Harbour, Gaskiers, Hant's Harbour, Harbour Grace, Harbour Main-Chapel's Cove-Lakeview, Heart's Content, Heart's Delight-Islington, Heart's Desire, Holyrood, Logy Bay-Middle Cove-Outer Cove,  Long Harbour-Mount Arlington Heights, Mount Carmel-Mitcells Brook-St. Catherines, New Perlican, Norman's Cove-Long Cove, North River, Old Perlican, Paradise, Petty Harbour-Maddox Cove, Placentia, Point Lance, Point Kirwan, Portugal Cove South, Portugal Cove-St. Philip's, Pouch Cove, Renews, Riverhead, Salmon Cove, Small Point-Adam's Cove-Blackhead-Broad Cove, South River, Southern Harbour, Spaniard's Bay, St. Bride's, St. Joseph's, St. Mary's, St. Shott's, St. Vincent's-St. Stephen's-Peter's RIver, Sunnyside, Torbay, Trepassey, Upper Island Cove, Victoria, Wabana, Whitbourne, Whiteway, Winterton e Witless Bay